# Амар ибн Јасир
Амар ибн Јасир ибн Амир ибн Малик ибн Абу ел Јакзан (570 — 657)) (арап. عمار بن یاسر) је био један од Мухаџируна у историји ислама и, због посвећености исламу, сматра се једном од најоданијих и најдражих пратилаца Мухамеда и Алија; тако, он заузима позицију највишег значаја у исламу. Историјски гледано, Амар ибн Јасир је први муслиман који је изградио џамију. Шијтски муслимани га називају и једним од четворице асхаба. Неки шијти сматрају да је Амарова коначна судбина јединствена међу судбинама Мухамедових сапутника, јер они виде његову смрт у бици код Сифина као одлучујућег раздвајања између праведне групе и грешних Првој Фитни.

## Период за време Мухамеда

### Пре преласка на Ислам
Амар је припадао племену Махзум из Хиџаза (садашња Саудијска Арабија). Рођен је у години слона, исте године када је и Мухамед рођен, у Меки и био је један од посредника у Мухамедовом браку с Хадиџом бинт Хуваилидом. Његов отац, Јасир ибн Амир, био је из племена Кахтан у Јемену и мигрирао у Меку и тамо се настанио оженивши се са Сумаја бинт Хајат, женом робињом; Амар и његови родитељи, Јасир и Сумаја, били су робови Абу Хузајфа, али након његове смрти, Абу Џал који је касније постао један од најбруталнијих непријатеља ислама и злогласни мучитељ Амара и његових родитеља - преузео их је као робове. Амарово поверење и знање о Мухамедовом кредибилитету, чак и пре његовог послања, охрабрило га је да следи Мухамедове пророчке визије као један од најранијих преобраћеника.

### Након преласка на Ислам
Амар је прешао на ислам 614 или 615 г. под директним утицајем Ебу Бекра. Ово се поклопило са периодом када су Курејшији прогонили муслимане ниже класе. Као што је Амар касније рекао свом унуку: "Упознао сам Сухаиб ибн Синана на вратима куће Ел Аркама док је Алахов Посланик био у њој. Питао сам га:" Шта желите? " Рекао ми је: 'Шта желиш?' Одговорио сам: 'Желим да идем код Мухамеда и слушам шта он каже.' 'Рекао је:' То је оно што ја желим. ' Ушли смо и он нам је представио ислам и ми смо постали муслимани. Онда смо провели дан до вечери и изашли скривајући се. " Амаров отац, мајка и брат су такође постали муслимани, иако не на позив Ебу Бекра.
Када су Курејши сазнали за преобраћање Јасир-ове породице у ислам, они су били међу "жртвама које су мучене у Меки како би га се одрекли". Клан Махзума је узео Амар ибн Јасира заједно са његовим оцем и мајком по топлом дану и излагао их претерано врелом окружењу Меке мучио их, пекао их на ватри, а Мухамед је пролазио поред њих. и рекао: "Стрпљење, О породице Јасир! Ваше место састанка ће бити Рај" и "О ватро! Буди хладан и безопасан за Амара на исти начин на који си постала хладана и безопасана за Ибрахима;" према томе, Амар је имао ожиљке на свом телу од мучења до краја свог живота.
Амар је био мучен "док није знао шта говори", као што је био његов пријатељ Сухаиб; у том стању, на крају је клеветао Мухамеда и говорио добро о паганским боговима. После тога је отишао код Мухамеда и признао своје одрицање. Мухамед је питао: "Како налазиш своје срце?" Када је Амар одговорио да је још увек муслиман у свом срцу, Мухамед је рекао да је све добро. Курански стих, "неко кога је натерао да то уради, чије срце остаје мирно у својој вјери" (16: 106), односи се на Амара.Овај стих из курана познат је и као такија према којој муслиман може привидно да се одрекне ислама како би заварао непријатеља при чему му се одрицање неће узети за зло ако је у свом срцу остао веран исламу при чему је и лаж легитимно средство у заваравању неверника. Амарину мајку убио је Абу Џахл због њеног одбијања да се одрекне ислама: сматра се првим муслиманским мучеником. Уводни стихови Суре Ел Анкабута (поглавље 29: Паук) откривени су као одговор на овај трагични догађај.
Како би се избегло мучење Меканаца у то време, наводно се наводи да је Амар отишао у Абисинију 616. године, али Ибн Ишак сумња у то.

### Битке под мухамедом
Он је био један од ретких ратника који су учествовали у првој великој бици у исламу, бици код Бадра. Типично, Мухамедове елитне снаге су обично укључивале његове најближе пратиоце, наиме Алија, Хамзу ибн Абдул Муталиба, Мус аб ибн Омаира, Аз Зубајр бин Ел Авама, Амар ибн Јасира, Абу Дар ел Гифариа, Ебу Бекра и Омара. Важно је споменути, да су због строгих услова живота муслимана у то време, довели само неке камиле и неколико коња, што значи да су или морали ходати или стајати три до четири мушкарца по камили; у тешким условима са којима је јадан сахаба морао да се суочи, Амар је био веома познат и поштован због своје побожне посвећености свим тешким борбама са муслиманима чак и након Мухамедове смрти.
Осим његовог великог учешћа у исламским војним кампањама, овај инцидент у Мухамедовом животу показао се као најзначајнији - историјски - муслиманима: док је ʻАмар учествовао у изградњи Посланичке џамије у Медини, (цитирајући хадис) када су га преоптеретили циглама говорећи: 'Убијају ме. Натоварили су ме теретима које не могу да носе. Ум Салама, пророкова жена је рекла: видела сам како апостол пролази руком кроз косу - јер је био коврчав човек - и рекао 'Алас Ибн Сумајаму! Нису они који ће те убити, него зла скупина људи. "... Сада је имао штап у руци и апостол је био љут и рекао:" Шта није у реду између њих и ʻАмара?Он их позива у Рај док они њега позивају у пакао.'" Ови извештаји, које су и сунити и шиити сматрали веродостојним, касније ће бити важни током питања сукцесије, а посебно у тумачењу Амарове смрти у бици код Сифина.

## Улога након Мухамедове смрти
После смрти Мухамеда 632. године, Амар је одбио положи заклетву Баји (оданост) Ебу Бекру, уместо тога је следио Али ибн Аби Талиба за кога је веровао да је легитимни наследник Мухамеда и једини кога је Мухамед именовао за свог наследника.
Под Омаром, је постао гувернер Куфе, међутим, убрзо је уклоњен са власти од стране Омара; с једне стране, разлози његовог отпуштања нису били званично познати.По другом извештају, међутим, Омар је одбацио Амара да би избегао немире у Куфи (због неправичних жалби које су против Амара поднели његови политички непријатељи).
Пре избора у Осман ибн Афана у шури и његовог евентуалног свргавања, Амар је упозорио на предстојећи сукоб ако буде изабран неко други уместо Алија и рекао: "Ако не желите изазвати спор међу муслиманима, морате дати залог верности Алију. "Под калифатом Османа ибн Афана, Амар је на крају постао један од највећих и најактивнијих побуњеника против Османа (а његова улога у побунама кулминирала је у Првој Фитни); иако су детаљи њихових непријатељстава једни према другима фактички дискутабилни.

### Битка камиле
Пре почетка битке камиле, шура(саветовање) је одржана у покушају да се одлучи о наследнику након смрти Утмана, на овом састанку, учесници нису били сагласни око тога да ли је одмазда за Утманово убиство неопходна или не. Извештај Алкама б. Вакас ел Лаити из Кинане указује да је Амар рекао да не треба тражити освету. Маделунг тумачи Амарово понашање на овом састанку указујући на његову жељу да задржи Талха од стицања моћи јер је Талха био за тражење одмазде. Амар не би то желео јер је био најактивнији у подстицању побуњеника на акцију."Како се битка развијала, Амар је наставио да показује своју подршку Алију на више начина Али га је први пут послао заједно с ел Хасаном у Куфу како би покушао да окупи Куфанце да би помогли у надолазећој бици. Према једном извјештају који је забилежио Ел Табари, Амар је испитиван по доласку због учешћа у убиству Утмана; међутим, он је са покушајима да убеди гувернера, Абу Муса, да заузме став уместо да остане непристрасан у сукобу. Ел Табари извештава о томе како је Абу Муса охрабрио Куфанце да остану неутрални, јер није желео да учествује у борбама међу муслиманима, а такође је веровао да муслиманска заједница још увек дугује своју оданост Утману јер није именован нови наследник. Додатни пренос истог догађаја не помиње Амар-ове поступке против Утмана и уместо тога се фокусира на његове намере да покрене Абу Муса у акцију. Током саме битке, Амар се борио на Алијевој страну. Ел Табари у својој историји даје рачун у којем је ел Зубајру речено да се Амар бори заједно с Алијем, и то сазнање доводи до тога да се ел Зубајр боји јер је био са Мухамедом и Амаром кад је Мухамед рекао `Амару да ће га убити "група злих људи". Ел Табари поново укључује више извештаја о истом догађају, који је у овом случају тренутак у бици у којој се ʻАмар и ел Зубајр сукобљавају. У оба случаја Амар приступа ел Зубајр-у да га нападне, када ел Зубајр говори. У извештају Омар б. Шабаха, ел Зубајр пита Амара,  Да ли желиш да ме убијеш?  , док о томе извештају 'Амира б. Хафса, ел Зубајр пита: "Хоћеш ли ме убити, Абу ал Јакзан?" У оба извјештаја, Амар-ов одговор је негативан. На крају битке, која је успешна за Алијеву страну, Али наређује Амару и Мухамед ибн Аби Бакру да уклоне Аишу од њене камиле и доведу је Абдалах ибн Халаф ел Хузин дом у Басри, јер Ел Табари у више наврата наводи вишеструке извештаје различитих хроничара, такве варијације пружају конзистентност и детаље инцидената - у то време - извештава о природи консеквентног састанка ʻАмар и Аише на нејасан начин: за један рачун приказује Аишу као непријатељски расположену према Амару, док се у другом каснијем извјештају описује да су поступали на много пријатељскији начин.

### Мучеништво у бици код Сифина
Док је формулисао стратегију о томе како да порази снаге Муавије I, Али је окупио групу исламске владајуће елите која је укључивала Амара, Хашим ибн Утба и Кајс ибн Сада који су, колективно охрабрили Алија да води џихад против оних за које сматрају да су у погрешно одабрали. Малик Ел Аштар је такође поделио ово мишљење (иако у другом инциденту). Касније током битке, ʻАмарово име је коришћено током покушаја да се преговара о примирју између, Алија, кога је представљао Шабат ибн Риби, и Муавије. Наводи се да је Шабат питао Муавију: "Да ли би вас то усрећило, О Муавија, ако би вам дали моћ над" Амаром, да га убијете? " Муавиијн одговор је био:" Зашто не бих? Али, од Бога, ако Добио сам власт над Ибн Шумајјом, не бих га убио у освети за "Утмана", већ за Натила мавла од "Утмана". Шабатов одговор био је одбрамбен и заштитнички према Амару. У Бици код Сифина у Ел Шаму, Али је поставио Амара за заповедника пешадије из Куфе, а трећег дана борбе покушава да инспирише своје снаге на победу подсећајући их на безбожност Муавије и његових трупа. Коначно, Амар је у бици био убијен од стране снага Муавије ибн Аби Суфјана 657. године.
Док се извештаји везани за Амрову старост разликују према тачности, већина његову старост процењује на деведесет година или више. Маделунг му даје више од 90 година, док Хасон тврди да је био стар негде између 90 и 94 година. Према једном извјештају, Табари наводи, да Абдалах б. Амр испитује оца, Амр б. ел Аса, о убијању Амара. Абдллах упућује на хадис у којем Мухамед каже за Амар да ће га 'узурпаторска странка' убити. Амр доноси ову забринутост Муавији чији је одговор "Да ли смо ми убили Амара? Само они који су га довели овде." Али ибн аби Талиб је рекао да је одговорио да ако је убио Амара онда је Мухамед онај ко је убио Хамзу Абдул Муталиба.

## Заоставштина
Ат Табарани приповеда у Ел Авсату да је Амар ибн Јасир рекао: Ко год је преферирао неког од Алаховог Посланика, нека га Алах благослови и подари му мир, над Ебу Бекром и Омаром који омаловажавају Мухаџирун и Ансар.
Мухамед је одредио Амар ибн Јасира за једаног од четворо Сахаба које би муслимани требало да поштују, а такође и оне којима је обећан Рај.
Када је Амар умро, Муавјиа га је назвао "једном од две руке тј. десном руком Алија", док је друга био Малик ел Аштар. Маделунг цитира Ел Табарија извјештавајући о ономе што је Муавија рекао својим следбеницима након што је убио другог лојалног пратиоца Алија, Малик ел Аштара: "Али б. Аби Талиб је имао две десне руке. Један од њих је био исечен у Сифину, што значи Амар б. Јасир, а други данас, ел Аштар. Упркос Муавијиним провокацијама, Али ибн Аби Талиб, који је у то време био калиф, високо је ценио подршку Амара ибн Јасира и Малик ел Аштара. Ипак Али је дубоко жалио због губитка Амра.У 20. веку, бивши палестински лидер, Јасер Арафат, добио је надимак "Абу Амар" након Амара ибн Јасира.
ʻАмарово почивалиште, пре његовог уништења, често је посећивано и од стране муслиманима.

### Скрнављење гроба
Дана 11. марта 2013. године, Нусра Фронт, повезан с Ал Каидом, оскрнавио је приликом бомбардовања и нанео велика оштећења гробу Амар ибн Јасира који се налази у Раки у Сирији. Терористичка група Ал Нусра и Ал Каида као и са њима повезане групе и други побуњеници Салафиста / Вехабија окривљени су за светогрђе.
 Дана 13. марта 2013. године, група сиријских побуњеника преузела је одговорност за уништење Амар-овог светилишта. Овај напад заједно са уништењем гроба Хуџр ибн Адија, гроба Сједа Зајнаб бинт Алија и гроба Сједа Рукаија бинт Хусеин ибн Алија били су повезани са покретом Вехабија.
Уништавање Амаровог гроба је осуђено је од стране муслимана и изазвало је бес у различитим деловима муслиманског света.